# Rainer Werning

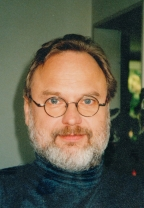
Rainer Werning, 2010

Rainer Werning (* 22. Dezember 1949 in Münster) ist ein deutscher Politikwissenschaftler und Sachbuchautor mit dem Schwerpunkt Südost- und Ostasien. Er ist für Printmedien sowie im Hörfunk tätig.

## Leben
Rainer Werning bereiste ab 1968 im Rahmen ausgedehnter Weltreisen auch mehrere Länder Süd-, Südost- und Ostasiens (u. a. Indien und Nepal 1968, Thailand und Laos 1969, weitere Studienaufenthalte in Thailand, Laos, Philippinen, Korea: Süd und Nord). Aus seinen Recherchen bei diesen Reisen hat er eine Vielzahl von Veröffentlichungen erarbeitet.  Seit 1970 verbrachte Werning längere Zeit in den Philippinen, wo er sich u. a. zu Studienzwecken am Asian Center und Third World Studies Center (TWSC) der University of the Philippines aufhielt.
Von 1979 bis 1985 studierte Werning an der Universität Osnabrück Sozial- und Politikwissenschaften, Literatur und Philosophie und hatte Studienaufenthalte an der University of Hull, der Sophia University in Tokio, der University of the Philippines in Quezon City und der Columbia University in New York. Er promovierte im Sommer 1984 zum Dr. rer. pol.
Seitdem war Werning beruflich als Autor und Lektor in Printmedien und bei öffentlich-rechtlichen Rundfunkanstalten tätig, darüber hinaus als Dozent in Einrichtungen der Erwachsenenbildung. Zuletzt als Philippinen- und Korea-Dozent an der Akademie für Internationale Zusammenarbeit (AIZ) in Bad Honnef, Lehrbeauftragter am Fachbereich Kultur- und Sozialwissenschaften der Universität Osnabrück, Affiliated Fellow der Südostasienwissenschaften an der Goethe-Universität in Frankfurt am Main. Von 2010 bis 2013 war Werning Lehrbeauftragter am Institut für Orient- und Asienwissenschaften der Universität Bonn (Abteilung für Südostasienwissenschaft). Von 2014 bis 2015 Lehrbeauftragter am Fachbereich Kultur- und Sozialwissenschaften der Universität Osnabrück. Mitglied im Wissenschaftlichen Beirat der Offenen Akademie.
Bei mehreren Projekten arbeitete er gemeinsam mit Maria Lourdes U. Hardillo, etwa für die Hintergrund-CD-ROM zum Tatort-Krimi Manila 1998. Außerdem besteht eine Zusammenarbeit mit Solidaritätsorganisationen wie medico international, Brot für die Welt, Stiftung für Kinder und dem Korea-Verband e. V. Werning begründete 1986 das Korea Forum und war von 2003 bis 2007 Vorstandsvorsitzender des Korea-Verbandes e. V. in Berlin. Im Jahr 2004 arbeitete er in der internationalen Bewegung gegen die Festnahme von Song Du-yul mit und veröffentlichte zahlreiche Stellungnahmen hierzu.
Rainer Werning schreibt regelmäßig für die Tageszeitungen Junge Welt, Neues Deutschland, die in Zürich erscheinende Wochenzeitung und verschiedenen Themenzeitschriften und Online-Portalen wie  NachDenkSeiten, Hintergrund (Frankfurt a. M.), Brennpunkt Drëtt Welt (Luxemburg), Zeitpunkt (Solothurn), Südostasien (Köln) und Korea Forum (Berlin).

## Veröffentlichungen (Auswahl)
- Berstender Bambus, Frankfurt am Main, 1986
- Die Philippinen unter Aquino – Facetten eines Machtwechsels (Ko-Autor), Frankfurt am Main, 1987
- Korea – Kein Land für friedliche Spiele (als Ko-Autor), Reinbek bei Hamburg, 1988
- Nordkorea – Annäherungen an einen Außenseiter (als Herausgeber), Frankfurt am Main, 1988
- Philippinen – Paradies in Aufruhr (Ko-Herausgeber), Berlin, 1989
- Die philippinische Revolution: eine Innenansicht, Essen, 1993 ISBN 978-3-88021-232-9
- North Korea – South Korea, Osnabrück, 2003
- Unsere Opfer zählen nicht – Die Dritte Welt im Zweiten Weltkrieg, (Ko-Autor des Asien-Kapitels), Bonn 2014
- Handbuch Philippinen: Gesellschaft – Politik – Wirtschaft – Kultur, herausgegeben von Rainer Werning / Jörg Schwieger, Berlin, 2019 (6. Auflage) ISBN 978-3-947729-06-7
- Voices from Moro Land: Perspectives from Stakeholders and Observers on the Conflict in the Southern Philippines (als Ko-Herausgeber), Petaling Jaya (Malaysia), 2007
- Conflict in Moro Land: Prospects for Peace? (als Ko-Herausgeber), Pulau Pinang (Malaysia), 2009
- Krone, Kreuz und Krieger. Europäische Vermächtnisse in den Philippinen, (deutsch/englisch), Essen, 2011 ISBN 978-3-88021-386-9
- KOREA – Von der Kolonie zum geteilten Land, Song Du-yul/Rainer Werning, Wien, 2012 ISBN 978-3-85371-340-2
- Brennpunkt Nordkorea – Wie gefährlich ist die Region? Berichte, Daten und Fakten, Rainer Werning, Helga Picht, Berlin, 2018 ISBN 978-3-95841-088-6
- Reflections on Revolution and Prospects. Interviews by Rainer Werning. José Maria Sison und Rainer Werning, Utrecht (Niederlande), 2019 ISBN 978-1-62847-937-9
- Ein Leben im Widerstand: Gespräche über Imperialismus, Sozialismus und Befreiung, José Maria Sison, Rainer Werning, Essen, 2020 ISBN 978-3-88021-558-0